# كيم ايانز
كيم ايانز (بالإنجليزية: Kim Wayans)‏ هي كاتبة سيناريو وممثلة أمريكية، ولدت في 16 أكتوبر 1961 بنيويورك في الولايات المتحدة.

## أعمال

### مسلسلات
- الفتاة الجديدة
- عقول إجرامية
- هاواي فايف أو

## وصلات خارجية
- كيم ايانز على موقع IMDb (الإنجليزية)
- كيم ايانز على موقع ألو سيني (الفرنسية)
- كيم ايانز على موقع ميوزك برينز (الإنجليزية)
- كيم ايانز على موقع أول موفي (الإنجليزية)
- كيم ايانز على موقع قاعدة بيانات الأفلام السويدية (السويدية)
- كيم ايانز على موقع إن إن دي بي (الإنجليزية)
- كيم ايانز على موقع قاعدة بيانات الفيلم (الإنجليزية)
- كيم ايانز على موقع كينوبويسك (الروسية)